# Amílcar Ángel Mercader
Amilcar Ángel Mercader (La Plata, provincia de Buenos Aires, 9 de agosto de 1896 - La Plata, provincia de Buenos Aires, Argentina, 5 de junio de 1967) fue un abogado, juez y ministro de la Corte Suprema de Justicia de Argentina. Fue el padre de la política y escritora Martha Mercader.

## Actuación profesional y política
Estudió  en la Facultad de Ciencias Jurídicas y Sociales de la Universidad Nacional de La Plata, donde se recibió de abogado en 1916, época en que ya tenía actividad en el periodismo local.
Militó en la Unión Cívica Radical y durante los gobiernos radicales fue secretario de un juzgado civil y comercial de la Plata (1918-1921), luego oficial mayor del ministerio de Gobierno provincial, y comisionado en los municipios de Avellaneda, Mercedes, Luján y Salto entre 1921 y 1924. 
Entre 1924 y 1930 fue presidente del Tribunal de Cuentas provincial y allí cesó su actividad en la administración pública.En 1942 presidió la Asociación de Abogados de La Plata. 
En diciembre de 1948 fue elegido por la Unión Cívica Radical, Convencional para integrar la Convención Constituyente que se reunió en enero de 1949 y reformó la Constitución Nacional; en ese carácter impugnó la convocatoria y se retiró de la convención. 
Fue abogado de Ricardo Balbín durante sus años de preso político durante el peronismo. 
Después del derrocamiento de Perón el gobierno militar lo designó en 1955 juez de la Suprema Corte de Justicia provincial, cargo que desempeñó hasta 1958.
El 1963 el presidente José María Guido lo nombró procurador del Tesoro de la Nación; en ese carácter, ya con Arturo Umberto Illia en la presidencia, cargo que mantuvo con el gobierno de Illia. En esta función dictaminó en favor de la anulación de algunos de los contratos con empresas petroleras firmados durante la presidencia de Arturo Frondizi con empresas norteamericanas, reclamo que había sido planteado por Illia durante la campaña electoral. Mercader sostuvo que fueron firmados por una decisión política adoptada en condiciones incompatibles con el objeto de los actos jurídicos y con cláusulas sutiles y difusas y mediante un sistema inusitado en los negocios de la República.  

## Actuación en la Corte Suprema de Justicia de la Nación
Para reemplazar a José Federico Bidau que había renunciado a su cargo en la Corte Suprema de Justicia de la Nación, el presidente Illia por decreto Nº 515 del 25 de enero de 1965 propuso y el Senado aprobó a Mercader, quien juró el 3 de febrero.
Compartió La Corte Suprema en distintos momentos con Luis María Boffi Boggero, Benjamín Villegas Basavilbaso, Pedro Aberastury, Ricardo Colombres, Esteban Imaz y Carlos Juan Zavala Rodríguez.
Al producirse el golpe de Estado del 28 de junio de 1966 fue cesado junto a los demás integrantes de la Corte por el decreto Nº 3 del 28 de junio de 1966.
Falleció en La Plata el 5 de junio de 1967.

## Obras
Escribió, entre otras obras, Los poderes de la Nación y de las provincias para instituir normas procesales (1939), El silencio en el proceso (1940), La acción, su naturaleza dentro del orden jurídico (1944), El abuso del derecho en la reforma del Código Civil Argentino (1944).